# Capu a u Dente
Le  Capu a u Dente (U Dente en langue corse) est un sommet montagneux du massif du Monte Cinto, situé en Corse. Il s'élève à 2 029 mètres d'altitude, entre la vallée de la Tartagine affluent de la rivière Asco et la vallée du ruisseau de Frintogna qui prend en aval le nom de Fiume Seccu.

## Géographie
Avec le Monte Corona un peu plus au sud, il domine la forêt de Tartagine-Melaja sur son versant oriental. Son versant nord-ouest ouvre sur une série d'éperons rocheux, de petits pics et sommets déclinant rapidement jusqu'au lit du ruisseau de Frintogna (800 m) qui s'écoule à l'est de Calenzana.
Le Dente est situé à cheval sur les communes de Calenzana et de Mausoléo. Il fait partie d'une chaîne de montagnes qui délimite à la fois toute la partie nord-ouest du parc naturel régional de Corse et la partie occidentale du Giussani. Cette chaîne comprend de remarquables sommets qui sont principalement Capu Ladroncellu (2 145 mètres), Monte Corona (2 144 mètres), Capu a U Dente (2 025 mètres), Punta Radiche (2 012 mètres), Monte Grosso (1 937 mètres) et San Parteo, et qui forment une grande partie de l'écrin du Giussani.
Il est visible d'une grande partie du littoral balanin et reconnaissable par sa forme caractéristique de dent. Mais quand on s'en approche, il présente un aspect assez quelconque.

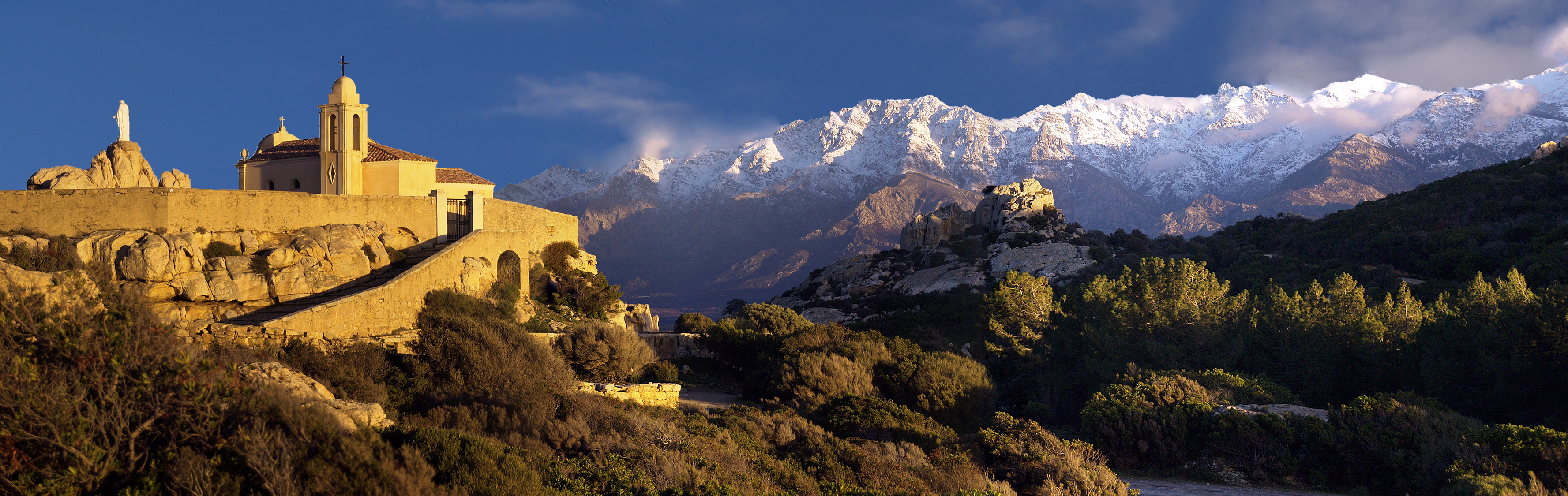
Le Dente vu depuis Notre-Dame de la Serra (Calvi)

Il est également bien visible depuis le Giussani, plus particulièrement de Vallica.

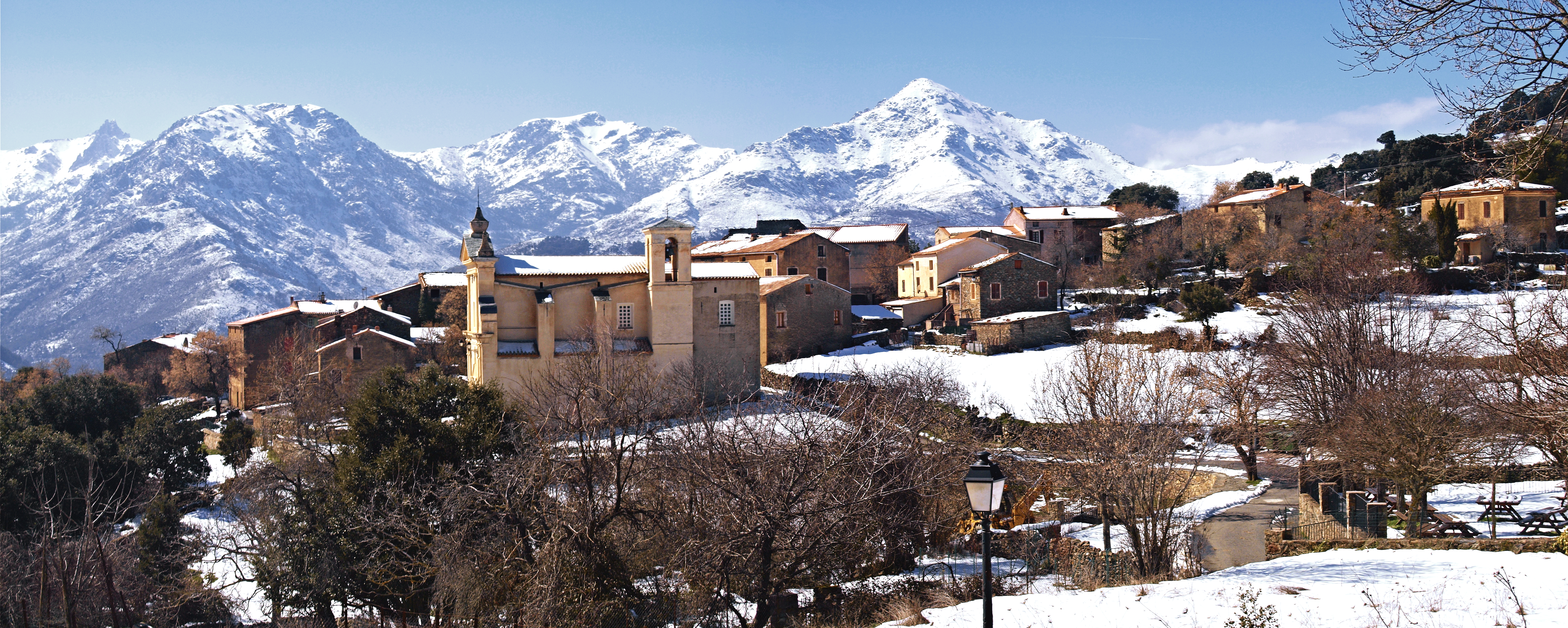
Le Dente (à gauche) vu depuis Vallica

## Randonnées

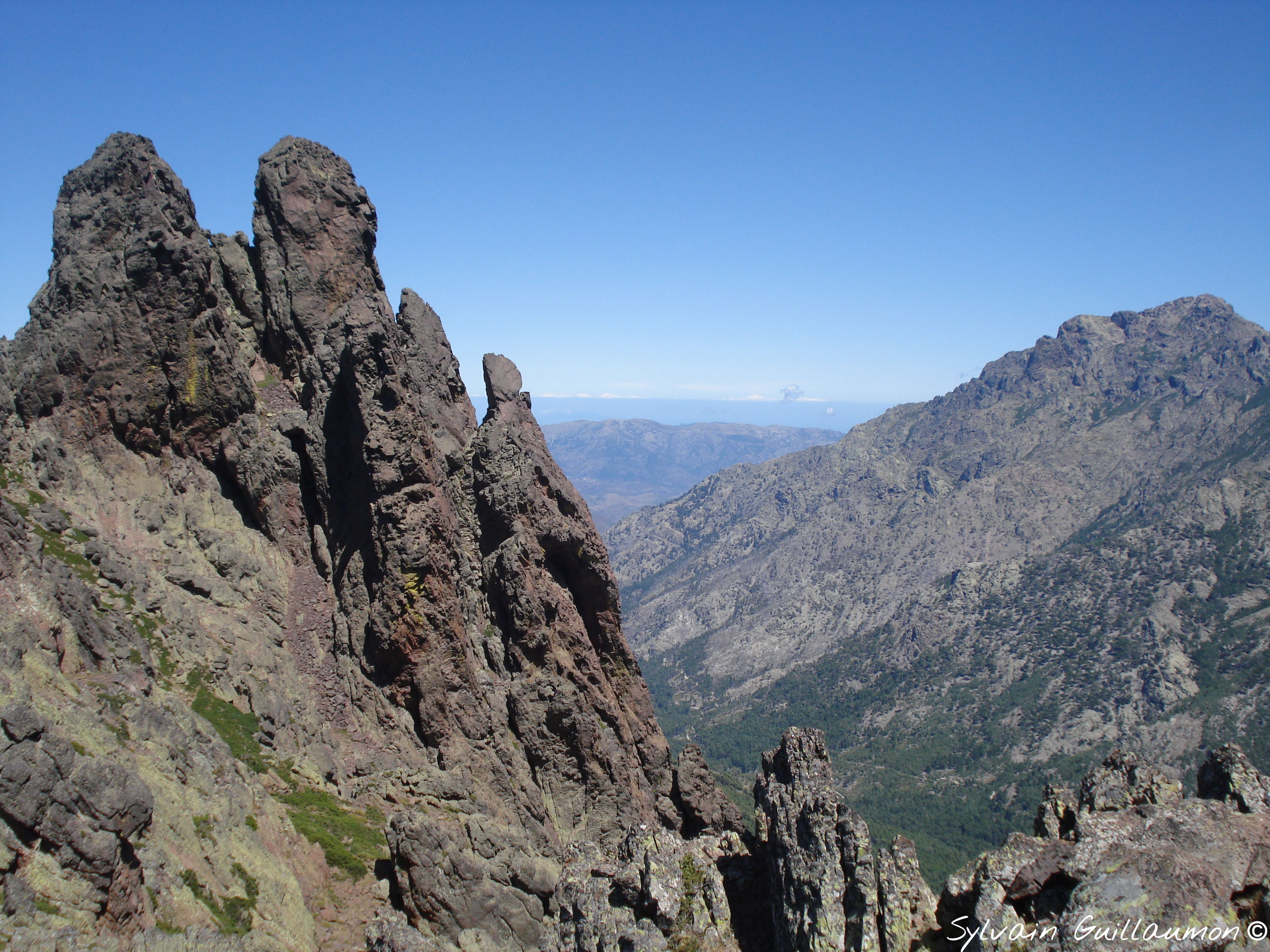
Capu a u Dente et Monte Padru

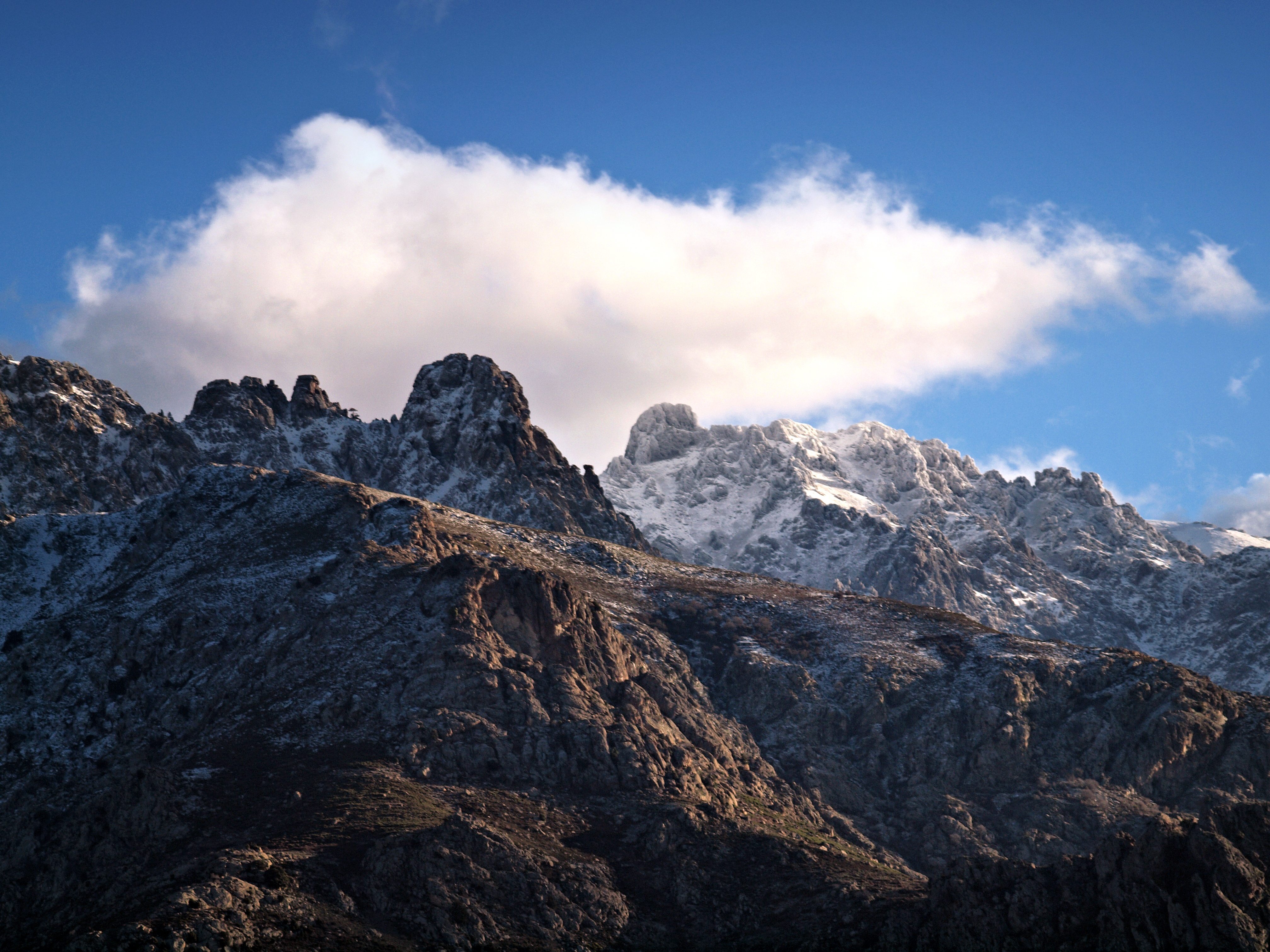
Vue du Capu a u Dente depuis Montemaggiore

Le Dente se situe à environ 1,5 km du Monte Corona. Entre les deux, se situe Bocca di Tartagine un col à 1 852 mètres d'altitude qui relie le Giussani à la Balagne et qui était autrefois emprunté par des bergers transhumants.
Situé au nord-est du parcours du GR 20, il en est relativement proche, également du refuge de l'Ortu di u Piobbu sur la 1re étape « De Calenzana à Ortu di u Piobbu  » ; mais son ascension est difficile.